# أسبلاط أبيض الأوراق
أسبلاط أبيض الأوراق (الاسم العلمي:Aspalathus leucophylla) هو نوع من النباتات يتبع جنس الأسبلاط من الفصيلة البقولية.